# Deep Six
Deep Six es un álbum recopilatorio lanzado por la discográfica C/Z Records en marzo de 1986. Este álbum es considerado uno de los más influyentes en la difusión a nivel mundial del grunge, movimiento musical de Seattle. El álbum fue relanzado por C/Z Records, ya con el nombre de A&M Records, el 6 de abril de 1994.

## Lista de canciones
1. Green River - 10,000 Things
2. Melvins - Scared
3. Melvins - Blessing the Operation
4. Malfunkshun - With Yo' Heart (Not Yo' Hands)
5. Skin Yard - Throb
6. Soundgarden - Heretic
7. Soundgarden - Tears to Forget
8. Malfunkshun - Stars-N-You
9. Melvins - Grinding Process
10. Melvins - She Waits
11. Skin Yard - The Birds
12. Soundgarden - All Your Lies
13. Green River - Your Own Best Friend
14. The U-Men - They

Una versión alterna de la canción "Heretic" de Soundgarden apareció en la banda sonora de la película Pump Up the Volume de 1990.

## Personal

### Intérpretes
- Green River
  - Mark Arm - Voz
  - Jeff Ament - Bajo
  - Stone Gossard - Guitarra
  - Bruce Fairweather - Guitarra
  - Alex Vincent - Batería
- The Melvins
  - Buzz Osborne - Voz, Guitarra
  - Matt Lukin - Bajo
  - Dale Crover - Batería
- Malfunkshun
  - Regan Hagar - Batería
  - Kevin Wood - Guitarra
  - Andrew Wood - Voz, Bajo
- Skin Yard
  - Ben McMillan - Voz, Saxofón en The birds
  - Jack Endino - Guitarra
  - Daniel House - Bajo
  - Matt Cameron - Batería
- Soundgarden
  - Chris Cornell - Voz
  - Hiro Yamamoto - Bajo
  - Kim Thayil - Guitarra
  - Scott Sundquist - Batería
- The U-Men
  - John Bigley - Voz
  - Tom Price - Guitarra
  - Jim Tillman - Bajo
  - Charlie Ryan - Batería

### Personal adicional
- Productor - Chris Hanzsek, Tina Casale
- Arte Original del álbum - Reyza Sageb
- Fotografía - Charles Peterson